# Prêmios MTV MIAW (Brasil)
Os Prêmios MTV Miaw foram apresentados pelo canal de televisão brasileiro MTV, para celebrar os favoritos na cultura pop, como música, entretenimento e universo digital da geração millennial. Foi a versão brasileira do MTV Millennial Awards do México, apresentado pela MTV Latinoamérica.
A primeira edição dos Prêmios MTV Miaw foi realizada em 23 de maio de 2018. A quinta edição foi realizada em 26 de julho de 2022, sendo a última do evento.

## Edições
| Edição | Data                   | Local           | Cidade    | Apresentação                    | Ícone MIAW       | Ref.  |
| ------ | ---------------------- | --------------- | --------- | ------------------------------- | ---------------- | ----- |
| 1.ª    | 23 de maio de 2018     | Credicard Hall  | São Paulo | Whindersson Nunes               | Felipe Neto      | [ 2 ] |
| 2.ª    | 3 de julho de 2019     | Credicard Hall  | São Paulo | Hugo Gloss e Sabrina Sato       | Bruna Marquezine | [ 3 ] |
| 3.ª    | 24 de setembro de 2020 | Estúdios Quanta | São Paulo | Bruna Marquezine e Manu Gavassi | Manu Gavassi     | [ 4 ] |
| 4.ª    | 23 de setembro de 2021 | Estúdios Quanta | São Paulo | Pabllo Vittar e Rafael Portugal | Juliette         | [ 5 ] |
| 5.ª    | 26 de julho de 2022    | Vibra Hall      | São Paulo | Camila Queiroz e Xamã           | Gkay             | [ 6 ] |

## Categorias

### Música
| Categorias                 | 2018 | 2019 | 2020 | 2021 | 2022 |
| -------------------------- | ---- | ---- | ---- | ---- | ---- |
| Artista Musical            | Sim  | Sim  | Sim  | Sim  | Sim  |
| Clipe do Ano               | Sim  | Sim  | Sim  | Sim  | Sim  |
| Beat BR                    | Sim  | Sim  | Sim  | Sim  | Sim  |
| Álbum ou EP do Ano         | Não  | Não  | Não  | Sim  | Sim  |
| Presta Atenção             | Sim  | Sim  | Não  | Sim  | Sim  |
| Hino do Ano                | Sim  | Sim  | Sim  | Sim  | Sim  |
| Feat. Nacional             | Não  | Sim  | Sim  | Sim  | Sim  |
| Feat. Gringo               | Não  | Não  | Sim  | Sim  | Não  |
| Hit Global                 | Sim  | Sim  | Sim  | Sim  | Sim  |
| DJ Lanso a Braba           | Não  | Não  | Sim  | Sim  | Sim  |
| Explosão K-Pop             | Sim  | Sim  | Não  | Não  | Não  |
| Trap na Cena               | Não  | Não  | Não  | Sim  | Sim  |
| Performance Acústica       | Não  | Sim  | Não  | Não  | Não  |
| Melhor Clipe feito em Casa | Não  | Não  | Sim  | Não  | Não  |
| Hino de Karaokê            | Sim  | Sim  | Sim  | Não  | Sim  |
| Danceokê                   | Não  | Sim  | Não  | Não  | Não  |
| Zika do Baile              | Não  | Sim  | Sim  | Sim  | Não  |
| Fandom do Ano              | Sim  | Sim  | Não  | Sim  | Sim  |
| Coreô Envolvente           | Não  | Não  | Não  | Sim  | Sim  |
| ¡Me Gusta!                 | Não  | Não  | Não  | Não  | Sim  |
| Voltou Com Tudo!           | Não  | Sim  | Não  | Não  | Não  |
| Música de Challenge        | Não  | Não  | Não  | Sim  | Não  |
| Hitmaker Absurdo           | Não  | Não  | Não  | Sim  | Não  |
| Black Star Rising por BET  | Não  | Não  | Não  | Não  | Sim  |

### Televisão estreaming
| Categorias         | 2018 | 2019 | 2020 | 2021 | 2022 |
| ------------------ | ---- | ---- | ---- | ---- | ---- |
| Série do Ano       | Sim  | Não  | Não  | Não  | Não  |
| Realeza do Reality | Não  | Não  | Sim  | Sim  | Sim  |
| Melhor Reality     | Sim  | Não  | Não  | Não  | Não  |
| Maratonei          | Não  | Sim  | Sim  | Sim  | Sim  |
| Ri Alto            | Não  | Não  | Sim  | Sim  | Sim  |

### Geral
| Categorias       | 2018 | 2019 | 2020 | 2021 | 2022 |
| ---------------- | ---- | ---- | ---- | ---- | ---- |
| Ícone MIAW       | Sim  | Sim  | Sim  | Sim  | Sim  |
| Style do Ano     | Não  | Sim  | Não  | Sim  | Sim  |
| Aposta MIAW      | Sim  | Sim  | Sim  | Sim  | Sim  |
| Orgulho do Vale  | Não  | Não  | Não  | Sim  | Sim  |
| Dupla de Milhões | Não  | Não  | Sim  | Não  | Sim  |
| From Brasil!     | Não  | Não  | Não  | Não  | Sim  |
| Crush do Ano     | Sim  | Sim  | Não  | Não  | Não  |
| Oi, Meninas      | Sim  | Não  | Não  | Não  | Não  |
| Shade do Ano     | Sim  | Não  | Não  | Não  | Não  |
| Girl Boss        | Não  | Sim  | Não  | Sim  | Não  |
| Ship do Ano      | Não  | Sim  | Não  | Sim  | Não  |
| Miawlicious      | Não  | Não  | Não  | Sim  | Não  |
| Super Squad      | Sim  | Não  | Não  | Não  | Não  |
| Falou Tudo       | Não  | Não  | Sim  | Não  | Não  |
| Saúde Tá Ok      | Não  | Não  | Não  | Não  | Sim  |

### Internet
| Categorias         | 2018 | 2019 | 2020 | 2021 | 2022 |
| ------------------ | ---- | ---- | ---- | ---- | ---- |
| YouTube do Ano     | Sim  | Sim  | Não  | Não  | Não  |
| Creator do Ano     | Não  | Não  | Sim  | Não  | Sim  |
| Apepê do Ano       | Não  | Não  | Sim  | Não  | Não  |
| Challenge da Vez   | Não  | Não  | Sim  | Não  | Não  |
| Top das Lives      | Não  | Sim  | Não  | Não  | Não  |
| Stories de Ouro    | Não  | Sim  | Não  | Não  | Não  |
| Selfie do Ano      | Sim  | Não  | Não  | Não  | Não  |
| Podcast do Ano     | Não  | Sim  | Sim  | Sim  | Sim  |
| Pet Influencer     | Sim  | Sim  | Sim  | Sim  | Sim  |
| Paródia do Ano     | Sim  | Não  | Não  | Não  | Não  |
| Insta BR           | Sim  | Não  | Não  | Não  | Não  |
| Vício do Ano       | Sim  | Não  | Não  | Não  | Não  |
| Passinho Viral     | Sim  | Não  | Não  | Sim  | Sim  |
| Vem Ni Mim         | Não  | Não  | Não  | Não  | Sim  |
| Live das Lives     | Não  | Não  | Sim  | Não  | Não  |
| Live pra Tudo      | Não  | Não  | Sim  | Não  | Não  |
| Meme do Ano        | Sim  | Não  | Sim  | Sim  | Não  |
| Memeiro do Ano     | Não  | Sim  | Não  | Sim  | Sim  |
| Reeleire do Ano    | Não  | Não  | Não  | Sim  | Não  |
| Reeleire Revelação | Não  | Não  | Não  | Sim  | Não  |

### Jogos
| Categorias    | 2018 | 2019 | 2020 | 2021 | 2022 |
| ------------- | ---- | ---- | ---- | ---- | ---- |
| Game do Ano   | Não  | Não  | Sim  | Não  | Sim  |
| Streamer BR   | Sim  | Sim  | Sim  | Não  | Sim  |
| Gaming Heroes | Não  | Não  | Não  | Não  | Sim  |

### Esporte
| Categorias         | 2018 | 2019 | 2020 | 2021 | 2022 |
| ------------------ | ---- | ---- | ---- | ---- | ---- |
| Miaw Futebol Clube | Não  | Não  | Não  | Não  | Sim  |

### Prêmios especiais

#### Responsa MIAW
- 2019: Rene Silva[7]

#### Transforma MIAW
- 2018: Marielle Franco[2]
- 2019: Marta[7]
- 2020: Amanda Ferreira (Nenhuma a Menos); Central Única das Favelas (Herói Na Pandemia); Linn da Quebrada (Todes Juntes); Noca da Portela (Vidas Pretas Importam)[8]

#### Outros prêmios especiais
- 2021: Transforma MIAW Antirracismo: Emicida[9]
- 2021: Transforma MIAW LGBTIQAP+: Paulo Gustavo[9]
- 2022: Transforma Direitos Humanos: Júlio Lancellotti[10]
- 2022: Transforma Orgulho PCD: Pequena Lo[10]
- 2022: Transforma Meio Ambiente: Alice Pataxó[10]

## Mais premiados

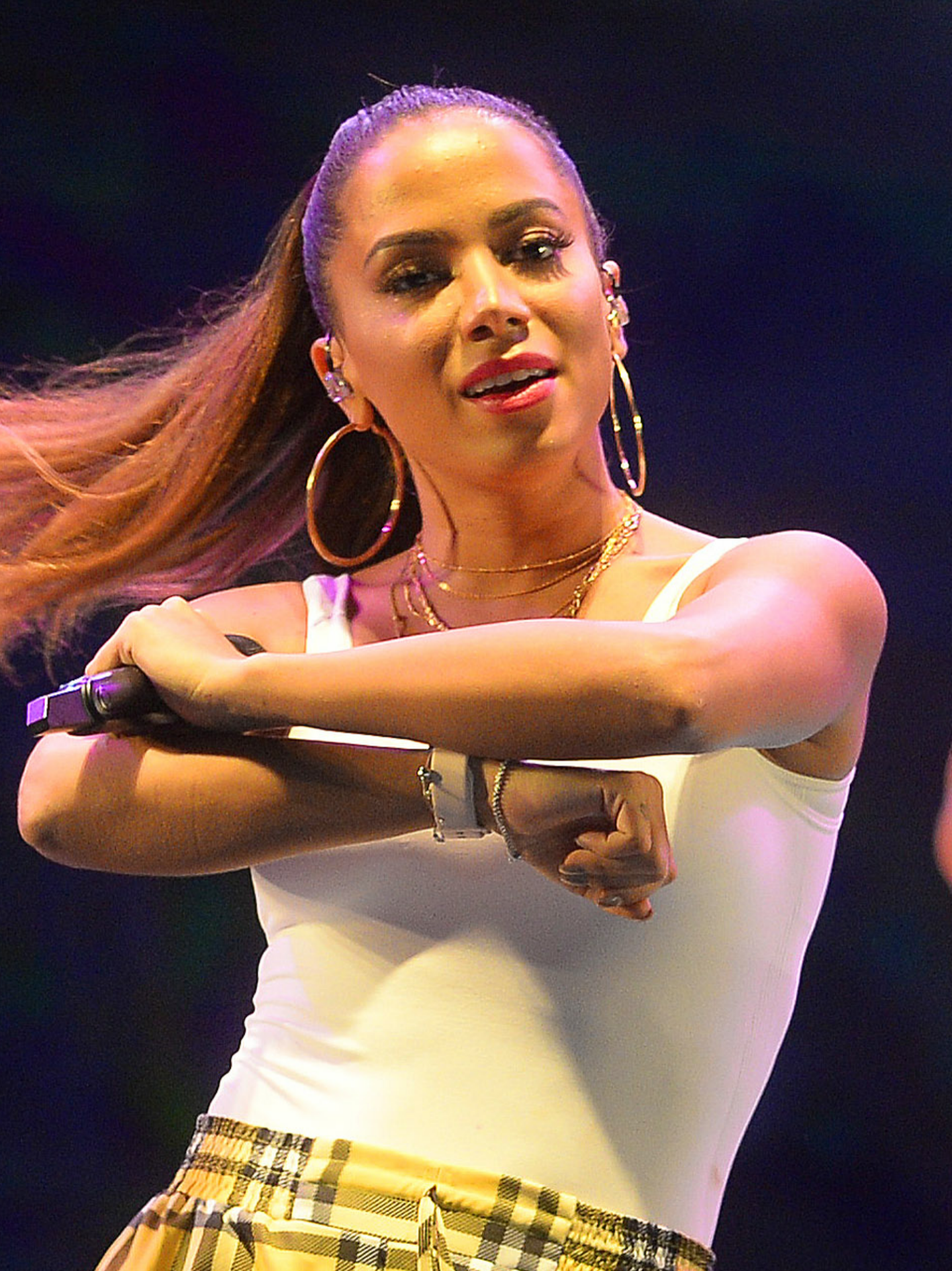
O recorde de mais MTV Miaw conquistado é de Anitta, com 8 prêmios.

| Artista          | Número de prêmios |
| ---------------- | ----------------- |
| Anitta           | 8                 |
| Manu Gavassi     | 7                 |
| Pabllo Vittar    | 7                 |
| BTS              | 6                 |
| Felipe Neto      | 5                 |
| Pocah            | 4                 |
| Virgínia Fonseca | 4                 |
| Jão              | 3                 |
| Bianca Andrade   | 3                 |
| Lady Gaga        | 3                 |
| Pedro Sampaio    | 3                 |
| Zé Felipe        | 3                 |
| Luísa Sonza      | 3                 |

### Mais premiados por categoria
| Categoria           | Artista          | Número de prêmios |
| ------------------- | ---------------- | ----------------- |
| Artista Musical     | Anitta           | 2                 |
| Artista Musical     | Pabllo Vittar    | 2                 |
| Clipe do Ano        | Anitta           | 2                 |
| Clipe do Ano        | Manu Gavassi     | 2                 |
| Hino do Ano         | Anitta           | 2                 |
| Hino do Ano         | MC Zaac          | 2                 |
| Hino do Ano         | Tropkillaz       | 2                 |
| YouTube do Ano      | Felipe Neto      | 2                 |
| Hit Global          | Lady GaGa        | 2                 |
| Hino de Karaoke     | Marília Mendonça | 2                 |
| Fandom Real Oficial | Manu Gavassi     | 2                 |
| Explosão K-Pop      | BTS              | 2                 |
| DJ Lanso a Braba    | Pedro Sampaio    | 2                 |
| Beat BR             | Djonga           | 2                 |

### Mais premiados por ano
| Ano  | Artista        | Número de prêmios |
| ---- | -------------- | ----------------- |
| 2018 | Anitta         | 4                 |
| 2019 | Anitta         | 3                 |
| 2020 | Bianca Andrade | 2                 |
| 2020 | Lady Gaga      | 2                 |
| 2020 | Manu Gavassi   | 2                 |
| 2020 | Anitta         | 2                 |
| 2021 | Pabllo Vittar  | 4                 |
| 2022 | Manu Gavassi   | 3                 |